# Отто Лойке
Отто Лойке (нім. Otto Loycke; 29 травня 1893, Позен — 27 липня 1945) — німецький офіцер-підводник, капітан-цур-зее крігсмаріне.

## Біографія
1 квітня 1911 року вступив на флот. Учасник Першої світової війни. З 22 травня по 28 жовтня 1918 року — командир підводного човна SM UC-54. Всього за час бойових дій потопив 4 кораблі загальною водотоннажністю 17 303 тонн і пошкодив 1 корабель водотоннажністю 3365 тонн.
| Дата            | Назва корабля          | Тип               | Тоннаж | Країна             |
| --------------- | ---------------------- | ----------------- | ------ | ------------------ |
| 13 липня 1918   | Ponta Delgada          | Steamer           | 3,381  | Португалія         |
| 19 липня 1918   | Australien             | Passenger steamer | 6,377  | Франція            |
| 19 липня 1918   | Polperro (пошкоджений) | Steamer           | 3,365  | Британська імперія |
| 4 вересня 1918  | Arum                   | Motor vessel      | 3,681  | Британська імперія |
| 23 вересня 1918 | Edlington              | Steamer           | 3,864  | Британська імперія |

Після демобілізації армії залишений на флоті. З 1 січня 1936 по 30 вересня 1937 року — командир 1-ї флотилії підводних човнів. 31 жовтня 1937 року вийшов у відставку.
З початком Другої світової війни переданий в розпорядження крігсмаріне. З вересня 1939 року — 1-й офіцер Адмірал-штабу в штабі уповноваженого представника ВМС в Данцигу. З листопада 1939 року — офіцер зв'язку ВМС при головнокомандувачі сухопутними військами. З листопада 1941 року — начальник штабі німецької військово-морського командування в Італії, одночасно в листопаді-грудні 1942 року виконував обов'язки начальника німецького військово-морського командування в Тунісі. З червня 1943 року — комендант фортеці Мемель. З вересня 1943 року — морський комендант Албанії, з грудня 1944 року і до кінця війни — Істрії. Помер в югославському полоні.

## Звання
- Морський кадет (1 квітня 1911)
- Фенріх-цур-зее (15 квітня 1912)
- Лейтенант-цур-зее (3 серпня 1914)
- Оберлейтенант-цур-зее (26 квітня 1917)
- Капітан-лейтенант (1 квітня 1921)
- Корветтен-капітан (1 травня 1929)
- Фрегаттен-капітан (1 жовтня 1934)
- Капітан-цур-зее (1 жовтня 1936)
- Капітан-цур-зее до розпорядження (20 серпня 1940)

## Нагороди
- Залізний хрест 2-го і 1-го класу
- Хрест «За військові заслуги» (Австро-Угорщина) 3-го класу з військовою відзнакою
- Галліполійська зірка (Османська імперія)
- Морський нагрудний знак «За поранення» в чорному
- Нагрудний знак підводника (1918)
- Почесний хрест ветерана війни з мечами
- Медаль «За вислугу років у Вермахті» 4-го, 3-го, 2-го і 1-го класу (25 років)